# James Brundage

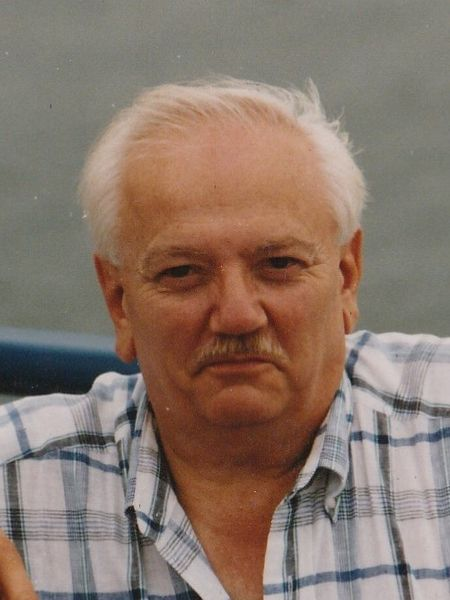
James Brundage, aufgenommen von Werner Maleczek 1992 während des International Congress of Medieval Canon Law in München

James Arthur Brundage (* 5. Februar 1929 in Lincoln, Nebraska; † 5. November 2021 in Lawrence, Kansas) war ein US-amerikanischer Historiker.

James Brundage studierte Geschichte an der University of Nebraska, wo er 1951 seinen Magister erreichte. An der Fordham University erlangte er 1955 mit einer Studie über die Rechnungsbücher der Whalley Abbey den Ph.D. Von 1953 bis 1957 war er an der Fordham University als Instructor tätig. Als Hochschullehrer lehrte er von 1957 bis 1989 Geschichte an der University of Wisconsin–Milwaukee. Danach war er von 1989 bis 2000 als Hochschullehrer (Distinguished Professor of Medieval History and Courtesy Professor of Law) für Geschichte an der University of Kansas tätig. Ab 2000 war er emeritiert. 
Zu seinen Schwerpunkten der Forschung und Lehre gehörte das Mittelalter, vor allem die kirchliche Rechtsgeschichte, und insbesondere die Kreuzzüge. Brundage erhielt 1963 ein Guggenheim-Stipendium, außerdem war er Fellow der Royal Historical Society und ab 1990 der Medieval Academy of America.

## Schriften (Auswahl)
- The Crusades, Holy War and Canon Law,  Variorum, London 1991
- Richard Lion-Heart:  A Biography, Charles Scribner’s Sons, New York 1974.
- Medieval Canon Law and the Crusader. University of Wisconsin Press, Madison 1969
- The Crusades:  Motives and Achievements. Problems in European Civilization. DC Heath, Boston 1964.
- The Crusades: A Documentary Survey. Marquette University Press, Milwaukee 1962
- The Chronicle of Henry of Livonia.  University of Wisconsin Press, Madison 1961